# NGC 4954
NGC 4954 (NGC 4972) é uma galáxia lenticular (S0) localizada na direcção da constelação de Draco. Possui uma declinação de +75° 24' 17" e uma ascensão recta de 13 horas, 02 minutos e 19,3 segundos.
A galáxia NGC 4954 foi descoberta em 22 de Novembro de 1797 por William Herschel.